# Iwan Bunin
Iwan Aleksiejewicz Bunin (ros. Иван Алексеевич Бунин; ur. 10 października?/22 października 1870 w Woroneżu, zm. 8 listopada 1953 w Paryżu) – rosyjski poeta i prozaik. Laureat Nagrody Nobla w dziedzinie literatury w 1933 roku za „surowe mistrzostwo, z którym rozwija on tradycje klasycznej literatury rosyjskiej”.
Jego tradycyjna w formie liryka, ostentacyjnie odrzucająca modernistyczny świat wyobraźni, odwoływała się do tradycji klasycznej XIX-wiecznej poezji rosyjskiej. W znacznie większym stopniu zrewolucjonizował Bunin prozę, nadając jej liryczny, subiektywny charakter. Struktura jego wierszy i prozy jest jedną z najbogatszych w języku rosyjskim.

## Życiorys

### Dzieciństwo i młodość
Pochodził z arystokratycznego rodu Buninów, wywodzącego się od Symeona Bunkowskiego, przybyłego z Polski. Członkowie rodu zasłużyli się w walce z Chanatem Krymskim, za co został nadany herb szlachecki i ród opisano w siódmej księdze „Powszechnego Herbarza rodów szlacheckich Imperium Wszechrosyjskiego” (opracowanego na polecenie cara Pawła I (1754–1801). Ród podupadł za czasów dziadka i ojca Iwana Bunina.
Według części kronikarzy Iwan Bunin „nie był całkiem obojętny w kwestii swojej błękitnej krwi” (opinia Isaaka A. Bachracha według Renaty Lis). Był również dumny, że do tego rodu należeli znani pisarze: Anna Bunina i Wasyl Żukowski (syn pradziadka Iwana Bunina i tureckiej branki, który nie nosił rodowego nazwiska ze względu na pochodzenie z nieprawego łoża).

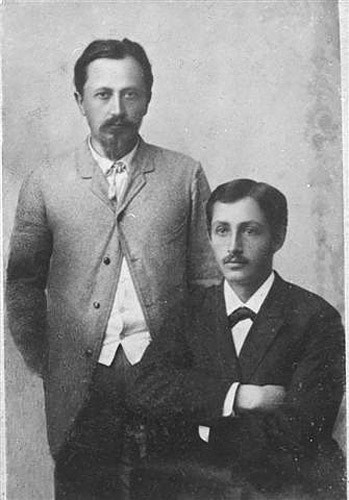
Julian i Iwan Bunin (lata 1890.)

Iwan był synem Aleksieja Nikołajewicza Bunina (1827–1906), uczestnika wojny krymskiej, i Ludmiły Aleksandrowny (z domu księżna Czubarow, 1835–1910). Miał dwóch starszych braci (Juliana i Jewgienija) i dwie młodsze siostry (Maria i Aleksandra, która zmarła w niemowlęctwie).
Urodził się w Woroneżu w środkowej Rosji. Dzieciństwo spędził w majątkach swoich rodziców, Oziorki w pobliżu Orła i Butryki (gubernia orłowska). Początkowo jego guwernerem był student Uniwersytetu Moskiewskiego (miłośnik malarstwa). W 1881 roku został uczniem gimnazjum w Jelcu, musiał jednak przerwać naukę z powodów zdrowotnych i finansowych. Od 1885 roku jego wykształceniem zajmował się brat, Julian (narodnik, zesłany do majątku Oziorki po odbyciu rocznej kary więzienia). Julian zachęcał Iwana do czytania klasyków literatury rosyjskiej i do samodzielnego pisania.
W wieku 17 lat Iwan zadebiutował wierszem „Na śmierć Nadsona” (1887) w petersburskim magazynie literackim. Jego pierwszy zbiór wierszy, Listopad (1901), został ciepło przyjęty przez krytykę. Mówiono o jego utworach, że chociaż kontynuują XIX-wieczny nurt parnasizmu, zatopione są w orientalnym mistycyzmie i zaskakują starannie dobranymi epitetami. Wielkim miłośnikiem jego poezji był Vladimir Nabokov, który jednak krytykował jego prozę.
W 1889 r. Bunin przeniósł się do Charkowa, do swojego brata – pracował tam jako urzędnik państwowy, redaktor lokalnej gazety, bibliotekarz i statystyk sądowy. Zaczął też wówczas korespondować z Antonem Czechowem, który został później jego bliskim przyjacielem. Znał też Maksyma Gorkiego i Lwa Tołstoja.

### Sława w Rosji

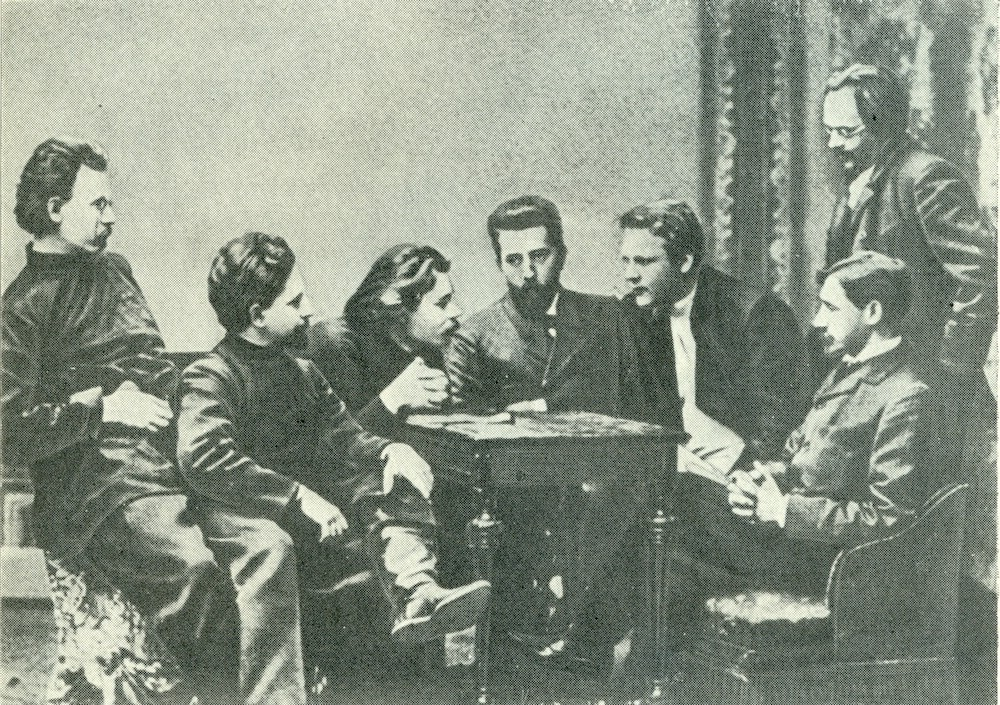
Kółko literackie „Środa”

Począwszy od 1895 dzielił swój czas między Moskwę i Petersburg. Utrzymywał kontakty ze środowiskiem literackim, m.in. był – wraz z bratem – uczestnikiem spotkań kółka moskiewskich pisarzy „Środa”. Stał się znany jako tłumacz; w 1903 został uhonorowany Nagrodą Puszkina za przekład Pieśni o Hajawacie Longfellowa, tłumaczył też Byrona, Tennysona i Musseta i Mickiewicza (Stepy akermańskie).
W 1909 r. został członkiem Rosyjskiej Akademii Nauk.
W wieku 40 lat opublikował swoje pierwsze dzieło dużych rozmiarów, Wieś (1910). Ukazuje ono ponury obraz życia wiejskiego, z jego głupotą, brutalnością i przemocą. W jego surowym realizmie postaci prezentują tak niski poziom inteligencji, że niemal zatracają swoje człowieczeństwo, co zbliża go do Maksima Gorkiego. Dwa lata później wydał Suchodoły, będące zawoalowanym portretem jego rodziny.
Przed I wojną światową dużo podróżował – odwiedził m.in. Cejlon, Palestynę, Egipt i Turcję. Pozostawiło to swoje piętno na jego stylu pisarskim. W latach 1912–1914 spędzał zimy na Capri z Gorkim.

### Emigracja i Nagroda Nobla

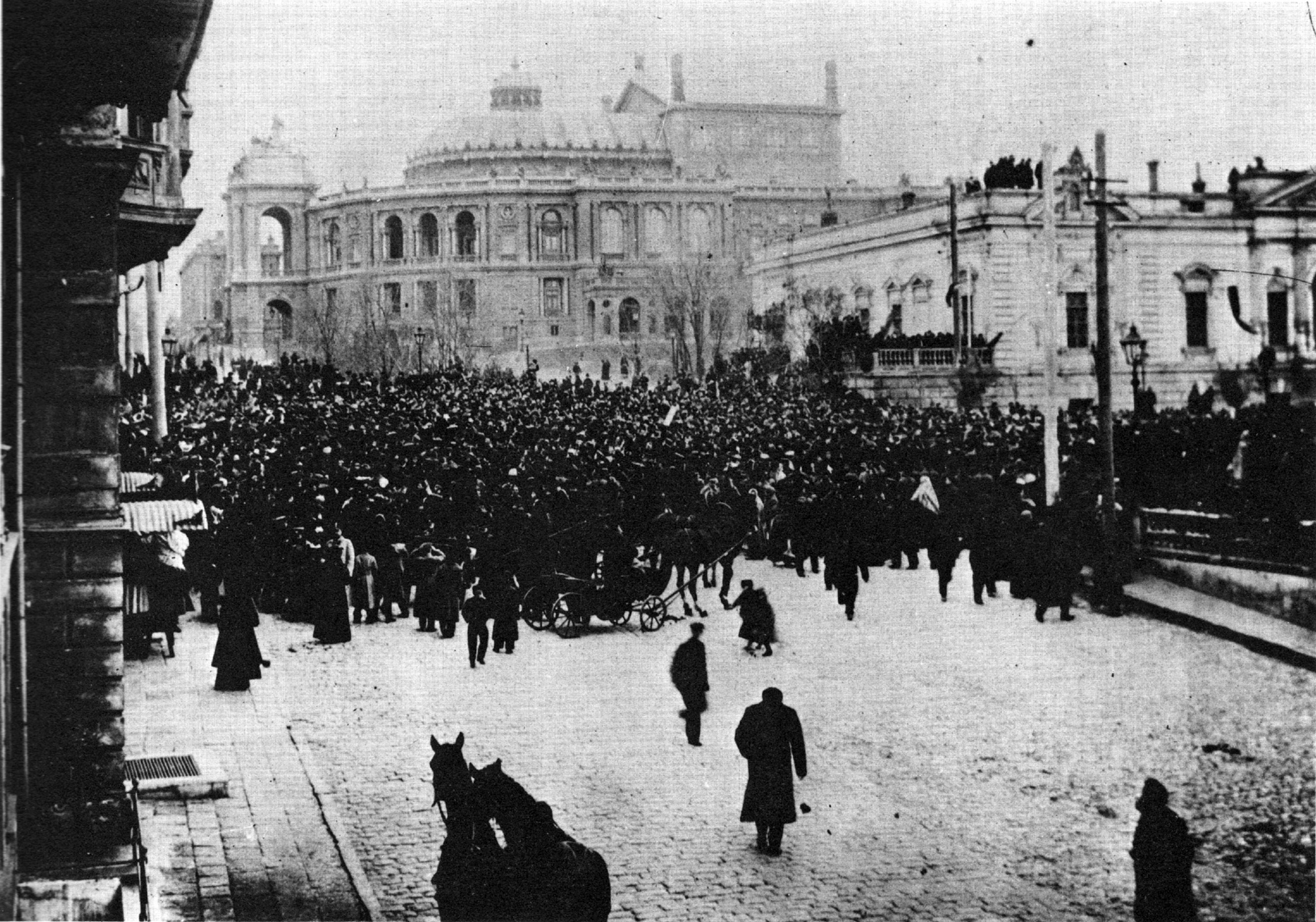
Manifestacja przed teatrem miejskim w Odessie (1918 lub 1919)

W 1918 roku, w pierwszym okresie wojny domowej w Rosji, Bunin opuścił opanowaną przez bolszewików Moskwę. Z kilkoma bliskimi osobami i spakowanym niewielkim dobytkiem przedostał się do Odessy, wówczas zajętej przez Armię Ochotniczą (m.in. dyw. gen. Denikina) i francusko-grecko-polskich interwentów (m.in. 4 Dywizja Strzelców Polskich, dowodzona przez gen. Lucjana Żeligowskiego). Po wycofaniu się dywizji Denikina wyjechał z Odessy na statku parowym „Sparta” (26 stycznia 1920). Przez Konstantynopol, Sofię i Belgrad dotarł do Paryża, a następnie do prowansalskiego Grasse.
We Francji wydał Przeklęte dni, w których zawarł swój sprzeciw wobec rewolucji i rządów bolszewickich. O radzieckim rządzie pisał: „Cóż to za odrażająca galeria przestępców!”. Książka jest porównywana do dzieła innego noblisty Izaaka Singera – obaj wielcy pisarze opisali swoje wyidealizowane minione światy, umarłe i starte na proch, do których można tęsknić, lecz nie można wrócić. Dla Singera były to żydowskie miasteczka, dla Bunina – przedrewolucyjna Rosja, świat ludzi dobrze wychowanych, wykształconych, wrażliwych.

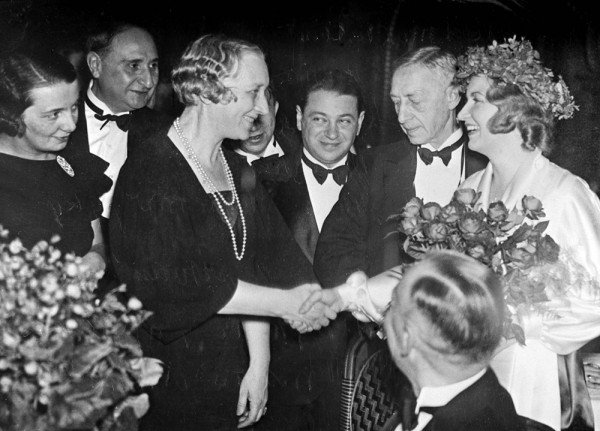
Ceremonia wręczenia Nagrody Nobla, Sztokholm 1933; Wiera i Iwan Bunin odbierają gratulacje; na zdjęciu również: G. Kuzniecowa, I. Trocki, Andriej Siedych (Cwibak)

W literackim środowisku emigracyjnym był bardzo szanowany jako najstarszy żyjący pisarz rosyjski formatu Tołstoja i Czechowa. Nie wszyscy byli mu przychylni; miał też kłopoty finansowe – honoraria za wydawane utwory z trudem wystarczały na dzierżawę mieszkań i na wyżywienie. Starania wielbicieli jego talentu o Literacką Nagrodę Nobla trwały 10 lat: w okresie 1923–1933 był 18-krotnie nominowany (sam konsekwentnie zgłaszał kandydaturę Marka Ałdanowa). W roku 1923 kandydaturę Bunina zgłosił Romain Rolland, Sigurd Agrell zgłaszał ją później czterokrotnie, Olaf Broch i Vladimir A. Frantsev (wykształcony w Warszawie czeski profesor literatury słowiańskiej) – trzykrotnie. Sigurd Agrell proponował przyznanie Buninowi nagrody indywidualnej, albo podzielenie jej między Bunina i Mereżkowskiego, albo między Bunina i Gorkiego).
W 1933 r., jako pierwszy Rosjanin, został laureatem Nagrody Nobla w dziedzinie literatury.
W podróży do Sztokholmu po odbiór nagrody towarzyszyli mu: Wiera Bunina, Galina Kuzniecowa i sekretarz, Andriej Siedych. Bunin odebrał wyrazy szacunku, dyplom wręczony wraz z dwoma obrazami, namalowanymi farbami w rosyjskim stylu bilibińskim, medal oraz czek na sumę odpowiadającą wówczas ok. 740 tys. franków (w 1933 roku wartość korony względem innych walut dramatycznie spadła). W czasie uroczystości zaakcentowano, że laureat nie akceptuje władzy radzieckiej (jest „wolnym pisarzem cudzoziemskim”, emigrantem – apatrydą). Sala była udekorowana wyłącznie w kolorach flagi Szwecji.
Bunin był też zagorzałym przeciwnikiem nazizmu i nie cieszył się przychylnością nazistów. W czasie podróży do Szwecji został podobno zatrzymany pod zarzutem przemytu kosztowności i zmuszony do wypicia butelki oleju rycynowego (zdarzenie niepotwierdzone w dziennikach Bunina i współtowarzyszy); do skrajnie upokarzającej kontroli osobistej doszło w czasie innej podróży w 1936 roku, w Landau. Krążyły pogłoski, że w swojej willi Jeannette w Grasse (nazywanej przez jej mieszkańców „Żanetą“) przez całą okupację ukrywał Żyda. Prawdopodobnie pogłoski dotyczyły Isaaka A. Bachracha, krytyka literackiego i kronikarza rosyjskiej emigracji. Potwierdzał to inny mieszkaniec „Żanety”, Leonid Zurow (Lonia, „Łoś”), opisujący „chrzest” Bachracha, który zorganizował wraz z żoną Bunina. Bachrach zaprzeczył. W swojej książce Bunin w szlafroku napisał później, że jego pobyt u Buninów był legalny i świadectwo chrztu nie było mu potrzebne.
Kwota Nagrody Nobla wystarczyła na 7–8 lat. Bachrach napisał, że co najmniej 120 tys. Bunin przekazał na pomoc dla współemigrantów (inne: jakaś niefortunna inwestycja, spłata rachunków i długów, koszty utrzymania rodziny i rezydentów, honoraria lekarskie, podróże).
Pod koniec życia Bunin interesował się literaturą radziecką i rozważał nawet powrót do Rosji. Zmarł na atak serca w Paryżu, nie ukończywszy książki wspomnieniowej o Czechowie. Kilka lat później zezwolono na publikację jego dzieł w Związku Radzieckim.

## Charakterystyka twórczości
W swoich opowiadaniach łączył elementy tradycyjnej noweli społecznikowskiej z nowymi propozycjami formalnymi. Osłabił akcję, a rozbudowane anegdoty zastąpił luźnymi i statycznymi scenami rozmyślań bohatera nad losem ludzkim. Wraz ze zbiorkiem Czara Życia (1915), mamy do czynienia z nowym okresem w życiu Bunina. Dotyka problematyki ogólnoludzkiej, roztrząsa tajemnice ludzkiego charakteru i tragicznego losu człowieka, który jest zagubiony w wielkim i nieuporządkowanym świecie.
Liczne teksty zawierają obszerne opisy przyrody, porównywane do dzieł Czesława Miłosza i innych przedstawicieli duchowej awangardy XX i XXI wieku. Rozbudowanie opisów ilustruje przykład – fragment dziennika Bunina z okresu II wojny światowej (Prowansja, Masyw Esterel):

Siedzę na łóżku. Patrzę na morze i Esterel. Dolina mgli się błękitnawo. Morze słabo bieleje. Nad nim sino, nad sinym ciut się rumieni. Cudownie błękitnieje Esterel
Za nim, bardziej na prawo, ciut śniado od dołu brusznicznie, wyżej ciut żółtawo, jeszcze wyżej zielonkawo (i czym wyżej, tym zieleniej, ale wciąż bardzo słabo).
W stronę Marsylii horyzont w sinej mgle, wyżej mgliście-kremowo, jeszcze wyżej – lekka zieleń.

Liczba podobnych opisów przyrody była ostro krytykowana przez Dmitrija Mereżkowskiego, Zinaidę Gippius i innych. Edytor wydawanych w Związku Radzieckim tekstów Bunina, Aleksandr Twardowski, wyrażał w 1965 roku swoją przeciwną opinię słowami:

Czytelnik, który obył się w życiu bez Bunina, to człowiek, który jak gdyby nie miał nigdy dzieciństwa, wczesnego kontaktu z przyrodą, ani zim, ani wiosen, ani deszczów, ani zamieci śnieżnych, ani upalnych letnich poranków, ani godzin południowych, ani krótkich nocy, ani długich nocy…

Renata Lis – tłumaczka utworów Bunina na język polski i autorka książki W lodach Prowansji. Bunin na wygnaniu napisała m.in. :

… Można nawet powiedzieć, że kontemplacja przyrody za pomocą wyostrzonych zmysłów i nastrojonej na różne częstotliwości duszy, choć nie była jedyną czynnością życiową Bunina, to jednak była właściwym mu sposobem istnienia – czymś takim, czym się wyróżniał i w czym się wyrażał.

Wcześniej Fedor Stepun nazywał patrzenie Bunina na świat „myśleniem oczami” (rodzajem przedkartezjańskiego poznania).
W Braciach (1914) Bunin ukazuje tragiczną koncepcję miłości, jako potężnego żywiołu przynoszącego człowiekowi ból, cierpienie i śmierć.
W 1915 pod wpływem tragedii Titanica, napisał Pana z San Francisco – historię bezimiennego amerykańskiego dorobkiewicza, który wybiera się w podróż po Europie. Ujawnia w nim nicość i bezmyślność życia ludzi, którzy w pogoni za bogactwem zapomnieli o wyższych potrzebach ducha i nie spodziewają się śmierci, przerywającej istnienie w najbardziej nieoczekiwanym momencie. Opowiadanie zbudowane jest na zasadzie kontrastu (żywioł oceanu – komfortowy statek, skostniali z zimna marynarze – radość sal balowych; sam bohater wybiera się do Europy na wyższych piętrach statku, wraca zaś w ładowni).

## Wybrana twórczość[29][30][31]

### Powieści
- 1927-1933, 1938 – Życie Arseniewa (ros. Жизнь Арсеньева)

### Nowele
- 1910 – Wieś (ros. Деревня)[32][33] (polskie tłumaczenie Zofia Petersowa)
- 1911 – Suchodoły (ros. Суходол) – polskie tłumaczenie Jarosław Iwaszkiewicz
- 1925 – Miłość Miti (ros. Митина любовь) – polskie tłumaczenie Seweryn Pollak

### Opowiadania
- 1892 – Tańka (ros. Танька), Kastriuk (ros. Кастрюк), W chutorze (ros. На хуторе)
- 1893 – W obcych stronach (ros. На чужой стороне), Wieści z rodzinnych stron (ros. Вести с родины)
- 1894 – Na koniec świata lub Na kraniec świata (ros. На край света), Nauczyciel (ros. Учитель)
- 1895 – W polu (ros. В поле)
- 1897 – Ludzie znikąd (ros. Без роду-племени)
- 1898 – Cyfry (ros. Цифры)
- 1900 – Antonówki (ros. Антоновские яблоки), Epitafium (ros. Эпитафия), Nad miastem (ros. Над городом), Meliton (ros. Мелитон)
- 1901 – Nowa droga (ros. Новая дорога), W sierpniu (ros. В августе), Jesienią (ros. Осенью), Sosny (ros. Сосны), Nowa droga (ros. Новая дорога), Mgła (ros. Туман), Cisza (ros. Тишина)
- 1902 – Ognisko (ros. Костер), Zorza całą noc… (ros. Заря всю ночь), „Nadzieja” (ros. „Надежда”)
- 1903 – Sny (ros. Сны), Złote dno (ros. Золотое дно), Niegdyś (ros. Далекое)
- 1906 – U źródła dni (ros. У истока дней)
- 1907 – Biały koń (ros. Белая лошадь)
- 1909 – Przelotny romans (ros. Маленький роман), Ptaki niebieskie (ros. Птицы небесные)
- 1911 – Wesoła zagroda (ros. Веселый двор), Stary człowiek (ros. Древний человек), Siła (ros. Сила), Śmierć proroka (ros. Смерть пророка), Nocna rozmowa (ros. Ночной разговор), Dobre życie (ros. Хорошая жизнь), Świerszcz (ros. Сверчок)
- 1912 – Ignat lub Ignac (ros. Игнат), Ostatnie spotkanie (ros. Последнее свидание), Jermił (ros. Ермил), Zachar Worobiow (ros. Захар Воробьев), Ofiara (ros. Жертва)
- 1913 – Jan Szlochacz (ros. Иоанн Рыдалец), Przy gościńcu (ros. При дороге), Na razie milczę (ros. Я все молчу), Dni powszednie (ros. Последний день), Liczarda (ros. Личарда), Nowa ruń (ros. Всходы новые), Włócznia Pańska (ros. Копье господне), Kurz (ros. Пыль), Bajka (ros. Сказка), Dobra krew (ros. Хороших кровей), Zabota (ros. Забота), Ostatni dzień (ros. Последний день), Lirnik Rodion (ros. Лирник Родион)
- 1914 – Czara życia (ros. Чаша жизни), Bracia (ros. Братья), Kłasza (ros. Клаша), Święci (ros. Святые), Wiosenny wieczór (ros. Весенний вечер), Archiwalna sprawa (ros. Архивное дело)
- 1915 – Pan z San Francisco (ros. Господин из Сан-Франциско), Gramatyka miłości (ros. Грамматика любви)
- 1916 – Lekki oddech (ros. Лёгкое дыхание), Sny Czanga (ros. Сны Чанга), Syn (ros. Сын), Wielki Post (ros. Пост), Stara kobieta (ros. Старуха), Otto Stein (ros. Отто Штейн), Śpiew o gocu (ros. Песня о Гоце), Agłaja (ros. Аглая), Rodak (ros. Соотечественник), Ostatnia jesień (ros. Последняя осень), Węźlaste uszy (ros. Петлистые уши), Ostatnia wiosna (ros. Последняя весна)
- 1917 – Świątynia słońca (ros. Храм Солнца)
- 1918 – Zimowy sen (ros. Зимний сон)
- 1919 – Gotami (ros. Готами)
- 1920 – Meteor (ros. Метеор)
- 1921 – Gwiazda miłości (ros. Полуночная зарница), Noc wyrzeczenia (ros. Ночь отречения), Temir-Aksak-Chan (ros. Темир-Аксак-Хан), Trzecia klasa (ros. Третий класс), Szalony malarz (ros. Безумный художник), Koniec (ros. Конец)
- 1923 – Nocą na morzu (ros. В ночном море), Listy od nieznajomej (ros. Неизвестный друг), Za górami, za lasami (ros. В некотором царстве), Ogień pożerający (ros. Огнь пожирающий)
- 1924 – Róża Jerycha (ros. Роза Иерихона), Imieniny (ros. Именины), Skarabeusze (ros. Скарабеи), Ślepiec (ros. Слепой), Muzyka (ros. Музыка), Muchy (ros. Мухи), Szarak (ros. Русак), Książka (ros. Книга)
- 1925 – Ida (ros. Ида), Mordwiński strój (ros. Мордовский сарафан), Brzemię (ros. Обуза)
- 1926 – Straszna opowieść (ros. Страшный рассказ), Zbezczeszczony Zbawiciel (ros. Поруганный Спас), W sadzie (ros. В саду)
- 1927 – Udar słoneczny lub Porażenie słoneczne (ros. Солнечный удар), Sprawa korneta Jełagina (ros. Дело корнета Елагина), Stara Przystań (ros. Старый порт), Stary port (ros. Старый порт), Aleksy Aleksieicz (ros. Алексей Алексеич)
- 1929 – Pingwiny (ros. Пингвины), Z łaskawym udziałem (ros. Благосклонное участие)
- 1930 – Maska (ros. Маска), Drzewo Boże (ros. Божье древо), Morderczyni (ros. Убийца), Romans garbusa (ros. Роман горбуна), Wąwóz (ros. Ущелье), Pierwsza miłość (ros. Первая любовь), Ludojadka (ros. Людоедка), Cielęca główka (ros. Телячья головка), Grzyb (ros. Грибок), Lando (ros. Ландо), Naznaczony dom (ros. Обреченный дом), Słoń (ros. Слон), Czerwone latarnie (ros. Красные фонари), Niebo nad murem (ros. Небо над стеной), Spotkanie (ros. Свидание), Koguty (ros. Петухи), Pożar (ros. Пожар), Żurawie (ros. Журавли), Na Targowej (ros. На базарной), W południe (ros. Полдень), Włóczęga (ros. Бродяга), Łzy (ros. Слезы), Kapitał (ros. Капитал), Nawiedzeni (ros. Блаженные), Kometa (ros. Комета), Letni dzień (ros. Летний день), W przeddzień (ros. Канун), Siostrzyczka (ros. Сестрица), Aż do zwycięstwa (ros. До победного конца), Pierwsza klasa (ros. Первый класс)
- 1932 – Piękniejsza od słońca (ros. Прекраснейшая солнца), „Wyspa Syren” (ros. „Остров Сирен”)
- 1937 – W drodze powrotnej do Rzymu (ros. Возвращаясь в Рим)
- 1938 – Kwiecień (ros. Апрель)
- 1944 – Poniedziałek wielkopostny (ros. Чистый понедельник), Mistral (ros. Мистраль)
- 1949 – Stiopa (ros. Степа), Muza (ros. Муза), Ciemne aleje (ros. Темные аллеи), Ballada (ros. Баллада), Późna godzina (ros. Поздний час), Rusia (ros. Руся), Piękność (ros. Красавица), Głupia (ros. Дурочка), Antygona (ros. Антигона), Beryl (ros. Смарагд), Wilki (ros. Волки), Wizytówki (ros. Визитные карточки), Zojka i Waleria (ros. Зойка и Валерия), Tania (ros. Таня), W Paryżu (ros. В Париже), Hala Hańska (ros. Галя Ганская), Heinrich (ros. Генрих), Nathalie (ros. Натали), Kuma (ros. Кума), Początek (ros. Начало), Karczma na wodzie (ros. Речной трактир), Dębinka (ros. «Дубки»), „Madryt” (ros. «Мадрид»), Drugi dzbanek kawy (ros. Второй кофейник), Zimna jesień (ros. Холодная осень), Kruk (ros. Ворон), Kamarga (ros. Камарг), Sto rupii (ros. Сто рупий), Na cichej tej uliczce… (ros. В одной знакомой улице), Kaplica (ros. Часовня), Zemsta (ros. Месть), Huśtawka (ros. Качели), Ałupka (ros. Алупка), Legenda (ros. Легенда), „Un petit accident” (ros. „Un petit accident”)
- 1944 – Pamiętny bal (ros. Памятный бал), Trzy ruble (ros. Три рубля)
- 1949 – „W taką noc…” (ros. „В такую ночь”), Kaukaz (ros. Кавказ)
- 1952 – Bernard (ros. Бернар)
- 1953 – Wiosną w Judei (ros. Весной в Иудее)

### Zbiory wierszy
- 1891 – Poezje lub Wiersze (ros. Стихотворения)
- 1898 – Pod otwartym niebem lub Pod gołym niebem (ros. Под открытым небом)
- 1901 – Listopad (ros. Листопад)
- 1929 – Poezje wybrane (ros. Избранные стихи)

### Publicystyka
- 1907-1912 – Cień ptaka (ros. Тень птицы)
- 1925-1926 – Przeklęte dni (ros. Окаянные дни)
- 1937 – Wyzwolenie Tołstoja (ros. Освобождение Толстого)
- 1950 – Wspomnienia (ros. Воспоминания. Под серпом и молотом)
- 1955 – O Czechowie (ros. О Чехове) – polskie tłumaczenie Jerzy Szoklaski

## Polskie przekłady
- Iwan Bunin: Gramatyka miłości. Przełożyli: Irena Bajkowska, Seweryn Pollak, Wacław Rogowicz. Wyd. II skrócone. Warszawa: Czytelnik, 1976. Brak numerów stron w książce

Zawiera utwory: Pierwsza miłość, Tańka, Kastriuk, W chutorze, Na koniec świata, Nauczyciel, W sierpniu, Zorza całą noc, Biały koń, Dobre życie, Świerszcz, Zachar Worobiow, Ofiara, Kąkole, Przy gościńcu, Kłasza, Archiwalna sprawa, Gramatyka miłości, Węźlaste uszy, Ostatnia wiosna, Kosiarze, Miłość Miti, Pierwsza klasa, Stiopa, Muza, Rusia, Głupia, Tania, W Paryżu, Heinrich, Nathalie, Dębinka, „Madryt”, Pamiętny bal, Poniedziałek wielkopostny, Zemsta, Trzy ruble, Wiosną w Judei, Bernard

## Życie prywatne

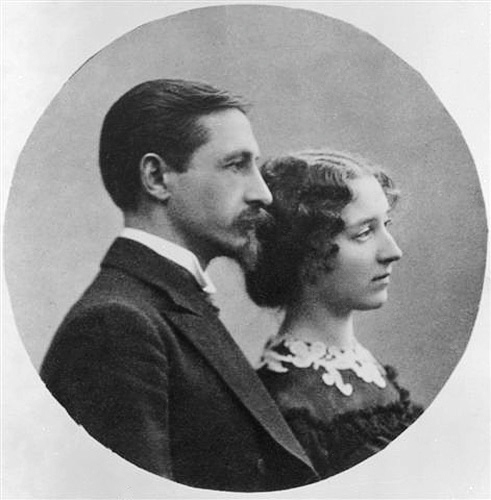
Iwan Bunin i Wiera Nikołajewna Мuromcewa-Bunina

Bunin miał liczne romanse. Formalnie był żonaty dwukrotnie. Pierwszą żoną była Anna Nikołajewna Cakni (1879–1963), inspiracja opowiadania Udar słoneczny. Jej ojcem był bogaty Grek z Odessy (wydawca i redaktor gazety,
działacz socjaldemokratyczny). Po ślubie w 1898 roku małżonkowie podróżowali do Paryża, Petersburga i Moskwy. Gdy urodził się ich syn, Mikołaj (zmarł w dzieciństwie, w 1905 roku), żyli już osobno – wzajemnie zarzucali sobie brak czułości i zainteresownia.
Drugi związek małżeński Ivan Bunin zawarł w 1907 roku z Wierą Nikołajewną Мuromcewą (1881–1961), wykształconą córką członka Dumy Państwowej. Małżeństwo przetrwało do śmierci Iwana Bunina, mimo wielu poważnych, szeroko komentowanych przeciwności. Burzliwe życie prywatne Bunina zostało przedstawione m.in. w rosyjskim filmie Pamiętnik jego żony (2000), docenionym również za granicą.
W języku polskim ukazała się w 2015 roku książka Renaty Lis pt. W lodach Prowansji. Bunin na wygnaniu, zawierająca rozdział Riki-Tikkki-Tavi – historię miłości Bunina do Galiny Nikołajewnej Kuzniecowej, niepodobnej do wciąż trwającej miłości do żony, Wiery. Rozdział Gwiazda wielokrotna to zbiór chronologicznie uporządkowanych fragmentów dzienników trzech osób: Bunina, Wiery i Galiny. Przybliżają ocenę sytuacji, panującej w latach 1927–1933 w willi Jeannette w Grasse, w której pojawiali się również inni rosyjscy emigranci. Autorka książki porównuje tę sytuację do opisanej przez Flauberta (lubianego przez oboje Buninów) w liście z 1854 roku do kochanki, Louise Colet:

Wielkimi namiętnościami miłosnymi […] są te, którym nic nie może zaszkodzić i w których mogą się poruszać swobodnie jeszcze inne. Żadne wydarzenie nie może zmącić harmonii, która zawiera w sobie wszystkie poszczególne wypadki; do takiej miłości mogłyby wejść nawet inne miłości: byłaby pełnia serca!

Tekst skłonił autorkę do spojrzenia na „gwiazdę wielokrotną” z Grasse jako na próbę realizacji koncepcji Flauberta – trudnego projektu „wieloosobowego serca”. Przedstawiła wyimaginowany dialog dwóch „pisarzy o rozszerzonych sercach”:

– Pan pozwoli, panie Gustawie, że sprawdzę to na sobie.
– Dziękuję panu, mon cher Boanine, będę szczerze zobowiązany. Sam tego nie próbowałem, ponieważ nigdy nie miałem żony, ani konkubiny.

Eksperyment był bolesny dla wszystkich, którzy starali się o harmonię w złożonym „gwiazdozbiorze” z „Żanety”. Dla Bunina najbardziej tragiczna była zdrada ukochanej Galiny, która wybrała miłość do śpiewaczki Margarity Stiepun (Marga, siostra Fedora Stepuna), poznanej w Dreźnie, w drodze powrotnej ze Sztokholmu (Bunin napisał: I co wylazło z Galiny! Co za głupota, co za bezduszność, jakie bezsensowne życie!). Po jej zamieszkaniu w willi utrzymanie harmonii stało się niemożliwe. Wzrostowi napięcia sprzyjały codzienne trudności wojennych czasów, co znajduje wyraz np. w dziennikach Galiny (styczeń 1941):

Cały ubiegły tydzień byliśmy bez mięsa; na domowym wyżywieniu – zawsze głodowym – przeżyć trudno. Każdy przyjmuje to na swój sposób. Iwan Aleksiejewicz to wpada w gniew, to rzuca się do Grasse szukać czegoś po sklepikach, to siada za biurkiem i zaczyna poprawiać swoje opowiadania z ponuro-rozpaczliwą miną. Ala [Bachrach] obojętnie i bezwolnie milczy, a potem rzuca coś w rodzaju: „Teraz to jeszcze nic – za miesiąc nie tylko zaczną zjadać wrony, ale jeszcze będą ganiać jedni drugich!”. Wiera Nikołajewna albo milczy przygnębiona, albo się irytuje, kiedy jest w kuchni. My chodzimy po Grassie, próbujemy zdobyć, co się da…

W tymże czasie Bunin pisał o żonie, używając m.in. słów: „Jak gorzko wzruszająca, spokojna, samotna, słaba jest Wiera!”, „Przygnębienie i strach o Wierę”, „Bolesna czułość do niej, aż do łez”, a Wiera zanotowała m.in.: „Jan w ostatnim czasie jest dla mnie zawsze bardzo miły i czuły, troskliwy. Odstąpił mi swój cukier, masło” lub „Jestem zadowolona z życia z Janem. Gdybym miała zacząć życie od nowa, przeżyłabym je tak samo.”